# Garlock (California)

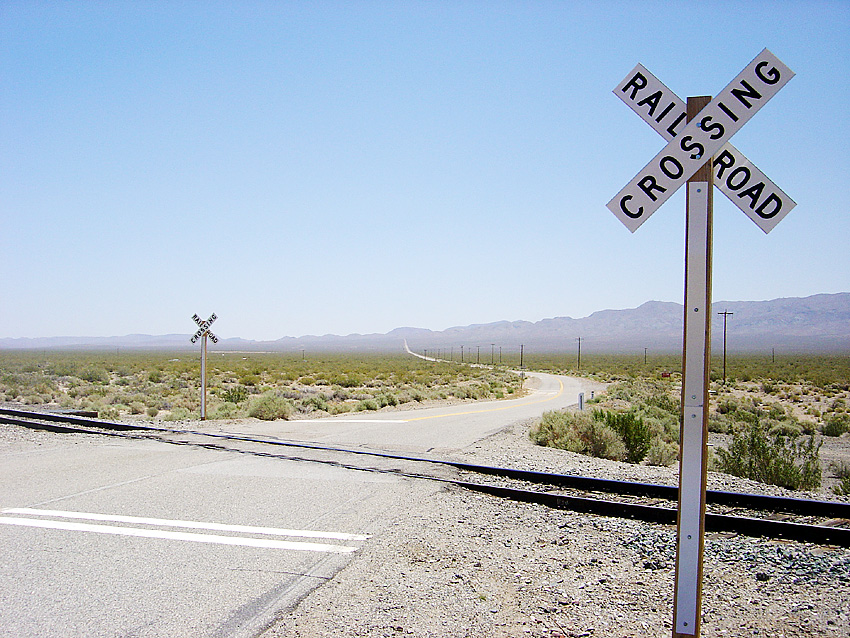
Cruce de ferrocarril en la intersección de Redrock Randsburg Road y Southern Pacific Railroad, cerca de Garlock, California.

Garlock (anteriormente Eugeneville) es una comunidad no incorporada en el condado de Kern, California, Estados Unidos.[1] Se encuentra a 10 km al este-sureste de Saltdale, a una altitud de 661 m.
Cuenta con una oficina de correo que operó de 1896 a 1904 y de 1923 a 1926.
Garlock en la actualidad es un pueblo fantasma. La pequeña ciudad proporcionaba agua a los ganaderos y cargueros que deseaban evitar los lavados potencialmente traicioneros en Red Rock Canyon. Se había encontrado algo de oro en los cañones de las montañas de El Paso, suficiente para justificar la construcción de una arrastra en 1887. En 1893 se trajo una pepita por valor de 1.900 dólares de Goler Heights y así comenzó la avalancha de buscadores de oro. En 1894, Eugene Garlock de Tehachapi se mudó a una fábrica de ocho sellos. Los mineros hablaban de ir al "molino Garlock", "hasta Garlock" y finalmente simplemente "Garlock".
El sitio está ahora registrado por California Hito Histórico #671.